# Thémistios
Thémistios (en grec Θεμίστιος ; en latin : Themistius) est un rhéteur et philosophe né vers 317 en Paphlagonie (nord de l'Asie Mineure) et mort vers 388 à Constantinople, païen, célèbre pour avoir inauguré la paraphrase d'Aristote. Il ouvrit une école de rhétorique et de philosophie à Constantinople vers 347 et fut également un haut dignitaire de l'Empire romain d'Orient.

## Biographie
Fils d'un riche propriétaire foncier du nom d'Eugénios, qui s'adonne à la philosophie et aux lettres, Thémistios voyage beaucoup et séjourne dans plusieurs grandes villes, puis vers trente ans il s'installe à Constantinople et y ouvre une école de rhétorique et de philosophie qui devient rapidement célèbre. Il réussit à concilier, au moment où le christianisme triomphe définitivement dans l'Empire et alors qu'apparaissent les premières lois anti-païennes, un paganisme tolérant et les plus hautes fonctions à la cour impériale : il est sénateur en 355, proconsul en 358 ; il est probablement en Syrie avec Valens en 376 puis envoyé comme ambassadeur auprès de Gratien la même année ou début 377; en 384, l'empereur Théodose Ier le nomme préfet de Constantinople, et lui confie l'éducation de son fils et successeur Arcadius. Il meurt à Constantinople en 388.

## Œuvre
Il a laissé trente-quatre discours en grec, dont un (no 25) n'est qu'un texte très bref, et deux autres (no 23 et 33) sont incomplets ; une Adresse à Valens conservée en latin qui lui est attribuée est peut-être un faux de la Renaissance. Vingt discours sont des harangues officielles, les autres se rapportent à des circonstances particulières de sa vie (éloge funèbre de son père, qui est le no 20, apologie personnelle, no 23, etc.). Éloquence très académique, mais qui se recommande par son élégance et l'expression de sentiments élevés. On considère en général que son chef-d'œuvre est l'Adresse à Jovien (no 5), discours plein de noblesse, où il défend notamment la liberté de conscience.
De son œuvre philosophique, qui paraît avoir été volumineuse (Photios dit qu'il a commenté tout Aristote, et aussi Platon), il ne reste en grec pratiquement que des paraphrases de traités d'Aristote. Il indique lui-même dans son discours no 23 qu'il avait composé ces paraphrases pendant sa jeunesse et qu'elles furent publiées sans son consentement. On conserve celles des Analytiques, de la Physique, des traités De l'âme, De la mémoire, Du sommeil, Des songes, De la divination. Cette idée de paraphrase peut paraître assez vaine, mais en fait le style d'Aristote est souvent obscur, et la reformulation dans le style plus clair de Thémistios peut avoir son utilité, d'autant plus que son interprétation est considérée comme très correcte.
On conserve d'autre part deux traités de philosophie morale en version syriaque (De l'amitié et De la vertu) dont la traduction est peut-être due à Serge de Reshaina, et un traité Du gouvernement en version arabe. Il y a des fragments d'un traité De l'âme dans l'anthologie de Jean Stobée.

## Ouvrages
- Le plaidoyer d'un socratique contre le 'Phèdre' de Platon. 26e discours de Thémistius, trad. H. Kesters, Louvain, éd. Nauwelaerts, 1959.
- Le livre lambda de la Métaphysique [d'Aristote] (345), trad. R. Brague, Thémistius. Paraphrase de la Métaphysique d'Aristote. Livre Λ. Traduction de l'hébreu et de l'arabe, Vrin, 1999.
- Commentaire sur le traité 'De l'âme' d'Aristote, édi. : In libros Aristotelis 'De anima' paraphrasis, coll. "Commentaria in Aristotelem Graeca" (CAG), Berlin, 1899. Trad. an. : R. B. Todd, Themistius, On Aristotle On the Soul, Londres, Duckworth and Cornell University Press, coll. "The Ancient Commentators of Aristotle", 1996. Trad. latine Guillaume de Moerbeke (1267), édi. par G. Verbeke, Leyde, 1973.
- Commentaire sur les 'Seconds Analytiques' d'Aristote, édi. par M. Wallies, In Analyticorum Posteriorum Paraphrasis, Berlin, CAG, V, 1, 1900. Voir Super Librum Posteriorum, in J. O'Donnell, Themistius's Paraphrasis of the Posterior Analytics in Gerard of Cremona's Translation, Medieval Studies, XX (1958), p. 239-315.
- Commentaire sur la 'Physique' d'Aristote, édi. par H. Schenke : In Aristotelis 'Physica' paraphrasis, coll. "Commentaria in Aristotelem Graeca" (CAG), t. V, 2, Berlin, 1900. Trad. an. R. B. Todd, Themistius, On Aristotle Physics 4, Londres, Duckworth and Cornell University Press, coll. "The Ancient Commentators on Aristotle", 2003, 2008.
- Orationes XVI GRAECE ET LATINE In 8° publié à la Flèche en 1613 Première publication Très rare (et non cité par Hardouin) avec des notes et remarques par le P. Denis Pétau.qui enseignait au collège Henri IV de la Flèche.
- Orationes xxxiii. è quibus xiii.. Dionysius Petavius, Joannis Harduini Paris 1624. in folio.
- Orationes XXXIII, Paris, 1684 in folio édition très belle donnée par Pétau et Hardouin.